# 康城站 (武安市)
康城站是位于河北省邯郸市武安市康二城镇的一个铁路车站，邮政编码056306。车站建于1943年，有邯长铁路经过该站，现办理客货运业务，车站及其上下行区间均已电气化。车站距离邯郸站23公里，隶属北京铁路局，是三等站。